# Butlletí Oficial de l'Estat
El Butlletí Oficial de l'Estat (castellà: Boletín Oficial del Estado, abreujat BOE) és el diari oficial de l'Estat espanyol, és a dir, l'òrgan de publicació de les lleis, disposicions i actes d'inserció obligatòria. Conté, a més de les lleis produïdes en el si de les Corts Generals, les disposicions emanades del Govern d'Espanya i les lleis i altres disposicions generals de les comunitats autònomes.
El BOE recull l'estela de la Gaceta de Madrid, periòdic fundat el 1661 a partir d'una iniciativa privada. El 1762 passa a ésser portaveu oficial del poder reial. El 1836, ja en plena revolució burgesa, esdevé definitivament un diari oficial en el sentit modern: cal publicar-hi les disposicions oficials per a coneixement general i com a premissa perquè entrin en vigor.
El títol anà variant: Gaceta de Madrid en 1661-1934; Gaceta de Madrid: diario oficial de la República en 1934-1936; Gaceta de Madrid: diario oficial des del novembre de 1936 fins al darrer número republicà, de 15 de març de 1939. Durant la Guerra Civil, els sublevats publicaren a Burgos un diari oficial propi sota el títol de Boletín oficial del Estado, el primer número del qual sortí el 25 de juliol de 1936; aquesta publicació esdevindria l'únic diari oficial de l'Estat espanyol en acabar la guerra, i és l'actual. El BOE inicià la numeració a partir de l'últim número de la Gaceta anterior a la sublevació, i ignorant els números publicats pel govern legítim; la numeració del BOE actual és continuació de la de Burgos. Gaceta de Madrid hi figurà com a subtítol en 1961-1986.
El reial decret 489/1997, de 14 d'abril, preveu la publicació (selectiva) del BOE en català, gallec i eusquera. El dia 1 de gener de 2009 el BOE es va deixar d'imprimir en paper, com es feia des del primer dia de la seva creació, per a passar a ser disponible només en línia, d'acord amb una llei promulgada el 2007.
Cada nombre del BOE s'estructura en seccions: Disposicions Generals; Autoritats i Personal; Altres Disposicions; Administració de Justícia; i Anuncis.
L'organisme públic encarregat de la publicació del BOE depén del Ministeri de la Presidència d'Espanya. L'òrgan encarregat de dirigir-lo s'anomena Consell Rector i està presidit pel Subsecretari del Ministeri i està integrat pels vocals: Director General del Secretariat del Govern, Secretari General Tècnic del Departament, Director General del BOE, Cap del Servei Jurídic de l'Estat al Departament, Interventor Delegat en l'organisme, Subdirector General de Seguiment d'Acords i Disposicions, Secretari General del BOE i un representant dels funcionaris i altre del personal laboral.